# Cyclosa bituberculata
Cyclosa bituberculata là một loài nhện trong họ Araneidae.
Loài này thuộc chi Cyclosa. Cyclosa bituberculata được Biswamoy Biswas & Dinendra Raychaudhuri miêu tả năm 1998.